# Roni Bar-On
Roni Bar-On (hebr. רוני בר-און) (ur. 2 lipca 1948) – izraelski polityk i prawnik, były minister narodowej infrastruktury, były minister nauki i technologii, w rządzie Ehuda Olmerta był ministrem finansów. W 1997 Prokurator Generalny.
W 1997 roku został doradcą prawnym rządu, ale zrezygnował uginając się pod naporem ostrej krytyki wywołanej przez skandal Bar-On Hevron (afera polegała na poparciu Bar-Ona przez wysokich urzędników na tę pozycję w celu ochrony znajomych przestępców). W 2003 roku został członkiem Knesetu z ramienia Likudu. Pod koniec listopada 2005 opuścił Likud i wstąpił do Kadimy. 18 stycznia 2006 roku, po kilku nieudanych próbach, został zaaprobowany przez parlament jako minister narodowej infrastruktury oraz minister nauki i technologii w rządzie p.o. premiera Ehuda Olmerta. Od 4 maja 2006 do 31 marca 2009 był ministrem finansów w rządzie Olmerta powstałym po wyborach w 2006 r.